# Chór Czejanda
Chór Czejanda – polski zespół rewelersów, męski kwartet wokalny założony przez Czesława Januszewskiego, posługującego się pseudonimem Czejand. Największą popularność osiągnął w latach 50.
Skład zespołu:
- Jan Rysiński,
- Adam Muszyński,
- Roman Szach,
- Zygmunt Sylwestrowicz.

Osoby współpracujące z zespołem:
- Czesław Aniołkiewicz – akompaniator i doradca artystyczny zespołu,
- Marian Radzik – następca C. Aniołkiewicza,
- Władysław Szpilman – w latach 1952–1953 był kompozytorem, aranżerem i producentem nagrań zespołu[1].

Jako chórek grupa towarzyszyła takim artystom, jak np.: Regina Bielska, Janina Godlewska, Andrzej Bogucki, Mieczysław Fogg, Marta Mirska, Leopold Nowosad, Sława Przybylska.
Chór Czejanda wiele koncertował w kraju i za granicą (Bułgaria, Czechosłowacja, NRD, Węgry, ZSRR). Dokonał licznych nagrań płytowych oraz dla Polskiego Radia. Współpracował z wieloma artystami. Wykonywał piosenki m.in. Bronisława Broka, Artura Międzyrzeckiego, Władysława Szpilmana, Kazimierza Winklera, Jerzego Wasowskiego.

## Dyskografia

### Płyty gramofonowe (78 obr./min)
- wytwórnia PZF Odeon: płyta 01/02 wyk. Chór Czejanda / 01 Hymn Spółdzielczy./ 02 Piosenko Leć, a Leć...[2]
- wytwórnia „Fogg-Record”: płyty nr. 018/019, 018/020, 020/021, 039/040 (1947), 071/074, 072/073
- wytwórnia „Muza”: płyty nr. 1021...1025, 1041, 1042, 1313, 1317, 1318, 1322, 1327, 1581, 1669 (A), 1863, 2016, 2055, 2067, 2068, 2088 (B), 2092, 2093, 2156 (A), 2165 (A), 2214, 2275 (B), 2369, 2398 (B), 3179 (A), 3184 (A), 3243 (A)
- ZSRR (różne wytwórnie): płyty nr. 12892/12893 (1945; jako "Вокальный джаз-квартет п. у. Ч. Янушевского", tj. wokalny kwartet jazzowy p/k Cz. Januszewskiego; fortepian – W. A. Kostin), 26982/26983, 31084/31085, 31088/31089, 31110/31111, 0033198/0033199, 33264/33265, 34012/34013

### Płyty długogrające (33 i 45 obr./min)

#### Solowe
- Chór Czejanda (LP, Muza L-0202A)
- Chór Czejanda: Pieśni walki 1939-1945 r. (EP, Muza N-0100)
- Chór Czejanda (Muza SP-93)
- Chór Czejanda (Muza SP-94)
- Концерт в исполнении вокального квартета „Чеянда” (ZSRR, Д-003316/003317)
- Вокальный квартет „Чеянда” (ZSRR, Д-004526/004527)

#### Półsolowe
- Вокальный квартет „Чеянда” (ZSRR, Д-005569; strona odwrotna: orkiestra Alfonsa Wonnenberga(inne języki)

#### Składanki
- Złota seria przebojów nr 4 (LP, Muza L-0324)
- Ulubienie piosenkarze (4) (LP, Muza L-0316)
- 1960 Piosenki o dziewczętach (LP, Muza L-0322)
- 1970 Piosenki lat 50. vol. 3 (LP, Pronit XL-0795)
- 1973 Królewna Śnieżka cz. 1 (Pocztówka, KAW B-1)
- 1973 Królewna Śnieżka cz. 2 (Pocztówka, KAW B-2)
- 1974 Dyskoteka 6 (LP, Muza SXL-1056)
- 1975 Polish jazz 1946-1956 vol. 1 (LP, Muza SX-1322)
- 1975 Polska gola (LP, Pronit SX-1326)
- 1977 Kocham swoje miasto – Warszawa w piosence (LP, Muza SX-1519)
- 1977 Warszawo ty moja Warszawo – Mój Warszawski dzień (LP, Muza SX-1518)
- 1978 Piosenki – wspomnienia (LP, Muza SX-1520)
- 1983 Tych lat nie odda nikt – Kazimierz Winkler i jego piosenki (LP, Pronit SX-1945)
- oraz liczne single i "czwórki"

#### Jako zespół sesyjny
- 1962 Polskie pieśni żołnierskie i ludowe (LP, Muza XL-0165)
- Stefan Rachoń: Królewna Śnieżka – Fantazja z bajki muzycznej (LP, Muza L-0334)
- Sława Przybylska (EP, Pronit N-0070)
- 1980 Andrzej Bogucki: Titina... (LP, Muza SX-1943)
- oraz liczne single

## Wybrane piosenki
- Budujemy nowy dom
- Cicha noc
- Chcecie, to wierzcie
- Ciemna dziś noc
- Czerwone maki na Monte Cassino
- Czerwony autobus
- Deszcz
- Dobry fach
- Dwa zegary
- Marina
- Marynika
- MDM
- Morskie orły
- Na prawo most, na lewo most
- Na strażnicy
- Naucz mnie tańczyć
- Nasz film
- Oka
- Ojra ech
- Rozszumiały się wierzby płaczące
- Rudy Lech
- Serce w plecaku
- Suliko
- Tańcz i śpiewaj rock and roll
- Trzej przyjaciele z boiska
- W chińskim miasteczku
- W tę noc
- Wesoły pociąg

## Informacje dodatkowe
- Jako pierwszy w Polsce zespół wykonał piosenkę rockandrollową[potrzebny przypis].
- Zabawną wersję piosenki Czerwony autobus przygotował kabaret Potem.
- Covery można usłyszeć m.in. w wykonaniu Bohdana Łazuki i Roberta Janowskiego.